# Мешап (музика)
Мешап (інакше «меш-ап», від сленг. англ. mash-up — «змішувати композиції», букв. досл. «товкти», «збивати») — неоригінальний музичний твір, що складається, як правило, з двох (рідше кількох) вихідних творів, записаний у студійних умовах шляхом накладення будь-якої партії одного з вихідних творів на схожу партію іншого. З розвитком спеціалізованого музичного програмного забезпечення і постійним удосконаленням контролерів для нього мешапи виділилися у власний жанр як танцювальної, так і будь-якої іншої електронної музики починаючи з 2000-х років. Сьогодні ж вони все частіше створюються безпосередньо під час живого виступу.
Мешап не варто плутати з «кавером» (англ. cover — досл. «обкладинка», «оболонка», в даному сенсі «копія оригіналу»), в разі якого незаймана частина однієї композиції просто повністю інтегрується в іншу, без накладання.

## Характеристика
Найпоширеніший і легко створюваний тип мешапу зустрічається в композиціях танцювальної електронної музики, створюваний з метою надати кращого звучання вже наявним композиціям. Часто метою мешапу є додавання в трек вокалу, запозиченого з іншого треку схожого жанру, при цьому без відповідного акомпанементу (а капела), зберігаючи при цьому частоту звуку, темп і загальний настрій композиції. Багато артистів також називають «мешапами» вокальні реаранжування своїх композицій (за участі найнятих співаків), що насправді в корені неправильно.
До 2000-х термін «мешап» вже використовувався стосовно різних рок-гуртів (переважно грандж, постпанк і альтернатив), і був синонімом терміна «бутлеґ» (англ. bootleg — досл. «контрабандний товар», в даному сенсі «записи, які безплатно роздають аудиторії під час концертів одного гурту, зроблені його фанатами») оскільки багато груп проводили запис подібних композицій прямо під час виступу, і безкоштовно роздавали їх, незважаючи на формальне зобов'язання оплати рекламованої продукції орендарям концертних залів. Оскільки мешап, як і бутлеги, користуються своєї прославленою неоригінальністю, вони вважаються погіршеним варіантом оригінальних композицій, і часто роздаються безкоштовно. В іншому ж випадку творцям мешап доведеться отримувати дозвіл на продаж у авторів оригіналів, причому здійснювати його саме через лейбли, які продають (або інді-лейбли, якщо автори оригіналів самі поширюють свій матеріал).
Незважаючи на це, досить рідко виходять і офіційні альбоми мешап різних композиторів (наприклад, альбом Love групи The Beatles, альбом Pakito — Living On Video 2.9), які здебільшого відтворюються під час виступів наживо. Одні з найвідоміших — The Grey Album ді-джея Danger Mouse (змішані The Beatles і Jay-Z) і The Beastles ді-джея BC (змішані The Beatles і Beastie Boys).
Термін мешап згодом став застосовуватися і в мережі Інтернет стосовно комбінації функціональності різних онлайн-послуг в одному вебінтерфейсі.

## Представники жанру
- Soulwax
- Beatallica